# 安東仁兵衛
安東 仁兵衛（あんどう じんべえ、1927年6月5日 - 1998年4月24日）は、日本の社会主義者。構造改革派の論客。筆名は笹田 繁（ささだ しげる）。　

## 経歴
東京生まれ。
旧制水戸高校在学中の1948年に日本共産党に入党。東京大学在学中は、沖浦和光とともに東大細胞や学生運動のリーダーとして活躍。イールズ闘争に関与し、東京大学戦後初の退学処分を受ける。
その後、主に日本共産党の文京地区委員会の常任活動家として類いまれな行動力で党活動に献身。50年問題などを克服する過程では国際派の宮本顕治に期待を託し、日本共産党第7回大会での宮本書記長の実現に現場の活動家として貢献。
その後、日本共産党内の構造改革派の論客となり、1959年5月、長洲一二らとともに雑誌『現代の理論』創刊に参加（同年9月終刊）。
安保闘争後、1961年に構造改革路線を打ち出し、路線対立から日本共産党から離党し、統一社会主義同盟に参加、書記長に就任。
1964年2月、第二次『現代の理論』を創刊し、編集長としてユーロコミュニズムやドイツ社会民主党などの紹介を続ける。1989年12月休刊。
1976年社会民主連合政策委員長となり、1977年に構造改革路線で共鳴した江田三郎らとともに社会市民連合を結成。1979年10月、社会民主連合から第35回衆議院議員総選挙に東京4区から立候補するが落選。その後、日本社会党における社会民主主義の受容に一定の役割を果たす。
1998年、肺がんにより死去。葬儀には元警察官僚の後藤田正晴や佐々淳行も出席した。

## 著書

### 単著
- 『日本社会党』上・下
- 『日本の社会主義政党』上・下
- 『戦後日本共産党私記』（現代の理論社、1976年，1980年 文春文庫、1995年）
- 『戦後左翼の四十年』（現代の理論社、1987年）
- 『日本社会党と社会民主主義』（現代の理論社、1994年）

### 共著
- （石川真澄）『社会党の50年 歴史的な役割とこれから』（社会新報ブックレット、1995年）